# هانس فالك
هانس فالك هو مصمم جرافيك ورسام سويسري، ولد في 16 أغسطس 1918 في زيورخ في سويسرا، وتوفي بنفس المكان في 19 أبريل 2002.